# Роберто Агирре-Сакаса
Роберто Агирре-Сакаса (англ. Roberto Aguirre-Sacasa; род. 1973, Вашингтон[…]) — американский драматург, сценарист и автор комиксов, наиболее известный благодаря своим работам для Marvel Comics и телесериалами Glee, Riverdale и Chilling Adventures of Sabrina. Роберто является креативным директором Archie Comics.

## Ранние годы
Роберто Агирре-Сакаса вырос в Вашингтоне, округ Колумбия, в семье высокопоставленного представителя Всемирного банка Никарагуа, ставшего послом Никарагуа в США (1997—2000 годы), а затем министром иностранных дел (2000—2002 годы). Агирре-Сакаса получил степень бакалавра гуманитарных наук в Джорджтаунском университете, а затем степень магистра английской литературы в университете Макгилла. Также он окончил Йельскую школу драмы в 2003 году.
Ранние пьесы в течение его первого года в Йельском университете включают «Скажи, что любишь Сатану», «романтическую комедию, имитирующую фильмы „Омен“», и «Человек-макл», «серьезную драму со сверхъестественным подтекстом». Хорошие отзывы о летних постановках помогли ему найти профессионального агента. «Грубая магия», интерпретация шекспировской «Бури», в которой Калибан сбегает с острова Просперо и оказывается в современном Нью-Йорке, была поставлена в Йельском университете в течение последнего года его пребывания там.

Хотя он написал несколько пьес в старшей школе, именно после колледжа, работая публицистом в Шекспировском театре, Агирре-Сакаса имел возможность посетить недельный семинар по драматургии под руководством Полы Вогел на Arena stage в Вашингтоне. Он вспоминал в 2003 году, что Фогель проводила один из своих периодических «тренировочных лагерей» для драматургов в этом районе:
…Паула отличный драматург и действительно незаурядный педагог. Поэтому Арена пригласила другие театры округа Колумбия отправить своего драматурга в учебный лагерь. … Майкл Кан, художественный руководитель Шекспира, видел пару моих действительно скучных постановок, которые я и мои друзья скинули вместе здесь, в Вашингтоне, я спросил меня, хочу ли я поехать. Итак, я прошел этот учебный лагерь с Паулой. В конце Паула спросила меня: «Ты собираешься серьёзно отнестись к этому?», я сказал, что хочу, и она сказала: «Я бы серьёзно отнеслась к этому прямо сейчас». Пока я работал над Шекспиром, я писал пьесы, как и все — утром, после работы, по выходным, но я действительно не уделял этому внимания.

## Карьера

### Драматургия
4 апреля 2003 года труппа «Dad’s Garage Theater» в Атланте должна была представить новую пьесу Агирре-Сакаса «Странные фантазии Арчи», в которой самый известный житель Ривердейла совершает каминг-аут и переезжает в Нью-Йорк. За день до того, как спектакль был намечен к открытию, Archie Comics направили в его адрес распоряжение о запрете постановки, угрожая судебным разбирательством, если сцены не будут изменены. Художественный руководитель Dad’s Garage Шон Дэниелс сказал: «Спектакль должен был изобразить Арчи и его друзей из Ривердейла, которые росли, открыто признавали себя геями и сталкивались с дискриминацией. Archie Comics думали, что если Арчи будет изображен геем, это запятнает его образ». Через несколько дней постановка всё-таки состоялась, но с изменённым названием: «Странная фантазия из комиксов», имена персонажей также были изменены. Позже Агирре-Сакаса разработал телесериал Riverdale, а также стал главным креативным директором Archie Comics.
В 2003 году были поставлены и другие пьесы: «Таинственные пьесы» в Нью-Йорке, получившие премию за сценарий от Центра Кеннеди, и популярная постановка «Скажи, что любишь Сатану» на Международном фестивале «Fringe» в Нью-Йорке в 2003 году.
Агирре-Сакаса продолжал работать над постановками новых и старых работ, попутно занимаясь написанием комиксов. В 2006 году его полуавтобиографическая работа «На основе абсолютно правдивой истории» (о писателе комиксов / драматурге, который борется с обретённым успехом и проблемами в отношениях с парнем) была поставлен в престижном театральном клубе Манхэттена в Нью-Йорке. На вопрос The Advocate: «Что было раньше, гик комиксов или гей?» он ответил: «Я бы сказал, что я, вероятно, был гиком комиксов, прежде чем я стал разбираться в себе и осознавать гей ли я или натурал. Я определённо любил супергероев, прежде чем я узнал, что я гей…». Он также отметил, что пьеса была «к счастью», не о его нынешнем парне.
Зимой 2008 года в чикагском театре Steppenwolf состоялась премьера постановки Good Boys and True, действие которой разворачивается в подготовительной школе для мальчиков за пределами Вашингтона, округ Колумбия, в пределах которой распространилось шокирующее секс-видео.
В середине 2009 года в театре Round House в Бетесде, штат Мэриленд, состоялась премьера его пьесы «Изображение Дориана Грея» по роману Оскара Уайльда. В том же году Агирре-Сакаса и художник Тончи Зонджич закончили мини-сериал Marvel Divas от Marvel Comics, после чего он работал сценаристом для сериала HBO «Большая любовь» до 2010 года. В феврале 2010 года было объявлено, что он займётся сценарием для музыкальной адаптации романа «Американский психопат».
Весной 2010 года в South Coast Repertory в Коста-Меса, штат Калифорния, состоялась премьера пьесы Агирре-Сакаса «Доктор Цербер». Он также переработал мюзикл Роберта Бентона «It’s a Bird… It’s a Plane… It’s Superman» для постановки Театрального центра Далласа, в июне 2010 года.
В 2011 году к Аггире-Сакаса обратились продюсеры проблемного бродвейского мюзикла «Spider-Man: Turn Off the Dark» с просьбой переписать его сценарий.
В мае 2011 года Агирре-Сакаса был нанят в качестве сопродюсера и сценариста сериала «Хор». А два месяца спустя его пригласили для написания комикса « Archie meets Glee», опубликованного в 2013 году.
В апреле 2013 года лондонский театр Алмейда заявил, что Агирре-Сакаса пишет сценарий мюзикла по роману Брета Истона Эллиса «Американский психопат», который продлится с 3 декабря 2013 года по 25 января 2014 года.

## Комиксы
Агирре-Сакаса рос, любя комиксы, и в 2003 году вспоминал: «Моя мама водила нас летом в 7-Eleven на Ривер-роуд, и мы покупали Slurpees и покупали комиксы со вращающейся стойки. Я читал их все, снова и снова, и рисовал свои собственные картинки и прочее».
Начало своей работы с Marvel Comics, он описывает так: "Чтобы найти новых писателей, Marvel наняла редактора, из театрального агентства. Поэтому она начала звонить в театры и спрашивать, знают ли они каких-нибудь драматургов, которые могли бы хорошо подойти для написания комиксов. Несколько разных театров сказали, что она должна посмотреть на меня. Она позвонила мне, я прислал ей пару своих пьес и она сказала: «Отлично, не хотите ли вы начать работу над парой комиксов?».
Его первые работы были «не теми персонажами, что [их] интересовали», но в конечном итоге ему был предложен проект о Фантастической четверке: 11-страничный комикс «Истинный смысл…» для специального выпуска Marvel Holiday Special 2004. Он продолжил создание новых комиксов о Фантастической четверке в Marvel Knights 4, спин-оффе многолетней истории этой команды супергероев; а также создавал комиксы Nightcrawler vol.3; The Sensational Spider-Man (vol. 2), Dead of Night с участием Man-Thing.
В мае 2008 года Агирре-Сакаса вернулся к Фантастической четвёрке с мини-сериалом, связанным с сюжетной линией всей кампании «Секретное вторжение», которая рассказывала о вторжении на Землю изменчивой инопланетной расы, Скруллов и мини-сериалом Angel Revelations, где также были задействованы художники Барри Китсон и Адам Полина. Для комикса The Stand он адаптировал роман Стивена Кинга «Противостояние».
В 2013 году он создал «Загробную жизнь с Арчи», изображая Арчи Эндрюса в разгаре зомби-апокалипсиса; успех этого комикса привёл к тому, что Агирре-Сакаса был назначен главным директором Archie Comics.

## Кино и телевидение
Агирре-Сакаса написал сценарий для ремейка Стивена Кинга «Телекинез» , вышедшего в октябре 2013 года. В июне 2013 года планировалось создание сценария фильма про Арчи для компании Warner Bros. Также Агирре-Сакаса написал сценарий фильма «Город, который боялся заката», сиквела к одноимённому культовому классическому фильму ужасов.
Агирре-Сакаса писал сценарии для телевизионных эпизодов сериалов «Хор», «Большая любовь» и «В поиске». Кроме того, он является разработчиком эпизодов сериалов «Ривердейл», «Кэти Кин», «Милые обманщицы: Первородный грех» и «Леденящие душу приключения Сабрины».

## Награды
Он был номинирован на премию GLAAD Media за работу над «Золотым веком» и «Скажи, что любишь сатану», причем последний также получил премию New York International Fringe Festival за выдающиеся достижения в области драматургии. Он получил премию Харви в номинации открытие таланта за свою работу над Marvel Knights 4.
В 2020 году Агирре-Сакаса был удостоен награды Национальной коалиции испаноязычных СМИ за свою работу в качестве «Выдающегося исполнительного продюсера».